# Centrale des mouvements populaires
La Centrale des mouvements populaires (en portugais: Central de Movimentos Populares, CMP) est une organisation populaire brésilienne créée à Belo Horizonte, en 1993, dont l'objectif principal est d’organiser les axes de lutte des différents mouvements sociaux, comme le logement, la santé, les femmes, les Afro-Brésiliens, l'économie solidaire, entre autres, en décidant de présenter publiquement les mêmes revendications à des dates communes.
Par la suite, la CMP commence à s'impliquer dans certaines des principales luttes sociales au Brésil, comme le Cri des Exclus, la campagne nationale et les caravanes pour la défense des droits, les manifestations contre la mise en œuvre de la privatisation et l'agenda néolibéral, et les marches pour promouvoir l'emploi et le développement économique et social.
Ces dernières années, la CMP s'est également engagé dans des manifestations politiques contre la destitution de l'ancienne présidente Dilma Rousseff et dans la campagne politique Lula Livre.